# قائمة المدن التوأمة والمدن الشقيقة
توأمة المدن أو المدن الشقيقة هي الاتفاق بين مدينتين على التعاون في مختلف المجالات والأمور التي تعني التجمعات السكنية المدنية. وهي اتفاقية تعاون بين مدينتين، يوقع عليها عادة صاحب أعلى سلطة في كلا المدينتين. يقوم فريق من كلا المدينتين بإعداد بنود الاتفاقية، ثم في احتفال إما في إحدى المدينتين أو في كلاهما بالتناوب، يوقع عن كل مدينة عمدتها أو مدير بلديتها أو أمينها. عادة تشمل هذه الاتفاقية نقاط تحدد مدى وشكل التعاون بين المدينتين في تبادل المعلومات والخبرات والحلول. كما تكون عادة المدينتين مرتبطتين عبر خطوط الطيران بصور مباشرة رغم أن هذا ليس شرطا ضروريا. ونسبيا يكون السفر بينهما سهلا.
ويعد تاريخ التوقيع على هذه الاتفاقية تاريخ بداية التوأمة. في الوطن العربي ترعى منظمة المدن العربية اتفاقات التوأمة.

## أفريقيا
- قائمة المدن التوأمة في دولة المغرب
- قائمة المدن التوأمة في الجزائر
- قائمة المدن التوأمة في تونس
- قائمة المدن التوأمة في ليبيا
- قائمة المدن التوأمة في مصر
- قائمة المدن التوأمة في جنوب أفريقيا

## آسيا
- قائمة المدن التوأمة في السعودية
- قائمة المدن التوأمة في الأردن
- قائمة المدن التوأمة في فلسطين
- قائمة المدن التوأمة في العراق
- قائمة المدن التوأمة في لبنان
- قائمة المدن التوأمة في جورجيا
- قائمة المدن التوأمة في إيران
- قائمة المدن التوأمة في تركيا
- قائمة المدن التوأمة في الهند
- قائمة المدن التوأمة في اليابان
- قائمة المدن التوأمة في الصين
- قائمة المدن التوأمة في ماليزيا
- قائمة المدن التوأمة في الفلبين
- قائمة المدن التوأمة في كازاخستان
- قائمة المدن التوأمة في روسيا
- قائمة المدن التوأمة في كوريا الجنوبية
- قائمة المدن التوأمة في باكستان
- قائمة المدن التوأمة في تايلاند
- قائمة المدن التوأمة في سوريا

## أوروبا
- قائمة المدن التوأمة في المملكة المتحدة
- قائمة المدن التوأمة في ألبانيا
- قائمة المدن التوأمة في ايسلندا
- قائمة المدن التوأمة في اليونان
- قائمة المدن التوأمة في فرنسا
- قائمة المدن التوأمة في ألمانيا
- قائمة المدن التوأمة في فنلندا
- قائمة المدن التوأمة في النرويج
- قائمة المدن التوأمة في السويد
- قائمة المدن التوأمة في ايطاليا
- قائمة المدن التوأمة في بلجيكا
- قائمة المدن التوأمة في بلغاريا
- قائمة المدن التوأمة في كرواتيا
- قائمة المدن التوأمة في اسبانيا
- قائمة المدن التوأمة في البرتغال
- قائمة المدن التوأمة في مقدونيا
- قائمة المدن التوأمة في مالطا
- قائمة المدن التوأمة في اوكرانيا
- قائمة المدن التوأمة في أيرلندا
- قائمة المدن التوأمة في بولندا
- قائمة المدن التوأمة في سويسرا
- قائمة المدن التوأمة في هولندا
- قائمة المدن التوأمة في النمسا

## أمريكا الشمالية
- قائمة المدن التوأمة في الولايات المتحدة الأمريكية
- قائمة المدن التوأمة في كندا
- قائمة المدن التوأمة في المكسيك
- قائمة المدن التوأمة في أمريكا الوسطى

## أمريكا الجنوبية
- قائمة المدن التوأمة في البرازيل
- قائمة المدن التوأمة في براغواي
- قائمة المدن التوأمة في تشيلي
- قائمة المدن التوأمة في الأرجنتين
- قائمة المدن التوأمة في كولومبيا
- قائمة المدن التوأمة في الإكوادور
- قائمة المدن التوأمة في بيرو
- قائمة المدن التوأمة في الأوروغواي
- قائمة المدن التوأمة في فنزويلا

## أستراليا
- قائمة المدن التوأمة في استراليا